# Dağlı (Quba)
Dağlı è un comune dell'Azerbaigian situato nel distretto di Quba. Conta una popolazione di 2.243 abitanti.